# Sportcentrum Genk
Het sportcentrum van Genk (officieel het Stedelijk Sportcentrum Genk) is het bekendste gebouw van de Brusselse architect Isia Isgour. Het is een van de weinige gebouwen in België met een schaaldakconstructie en werd daarom in 2010 beschermd als monument.

## Geschiedenis
Na de Tweede Wereldoorlog steeg met de welvaartseconomie het aantal zwembaden in Vlaanderen van 17 in 1960 tot 106 in 1970 en tot maar liefst 342 in 1980. Ook de toenmalige Gemeente Genk wilde een zwembad voor haar burgers, aangezien de mensen zich gemakkelijker verplaatsten, het tuinieren uit de mode geraakte en de Genkse jeugd van de criminaliteit afgehouden moest worden (volgens de gemeenteraad van 2 oktober 1961).
Op 2 oktober 1963 werd de bouw van het sportcomplex goedgekeurd door het gemeenteraad.
Aanvankelijk zag de gemeente en architect Isia Isgour het groots, het sportcentrum moest een gigantisch sportcomplex worden met hotel-faciliteiten, een sportstadion, een openluchtzwembad, een olympisch binnenzwembad, indoor basket- en volleybalvelden, een tennisclub, een café-restaurant, atletiekpistes, speelweiden, etc.
Vanaf 1964 volgden verschillende voorontwerpen, in 1967 besprak de gemeenteraad het vijfde voorontwerp. Uiteindelijk liet men het megalomane plan varen, waarschijnlijk wegens onvoldoende financiële middelen.
Op 7 juli 1967 sloeg het noodlot toe, Isia Isgour overleed nog voordat de werken waren begonnen. Wel had hij inmiddels zes voorstudies gemaakt. Zijn opvolger Henri Montois nam zijn taak over, op aanraden van Isgours weduwe. Montois werd bijgestaan door architect Peter Mandl.
het bureau van Montois bracht echter geen drastische wijzigingen aan aan Isgours laatste ontwerp. In 1971 werd het finale ontwerp uiteindelijk goedgekeurd door de gemeenteraad. De ruwbouw werd uitgevoerd door K. Vanhout & Zonen nv Vosselaar.
Op 6 december 1975 werd het sportcentrum officieel ingewijd door de toenmalige minister van Nederlandstalige cultuur en Vlaamse aangelegenheden (Rika De Backer), de gouverneur van Limburg (Louis Roppe), de bisschop van Hasselt (Jozef Maria Heusschen) en de burgemeester van Genk (Gerard Bijnens) en enkele schepenen.
In 2005 ging het zwembad dicht voor een grondige renovatie, zo werd het competitiebad uitgebreid van 33,8 m tot een olympisch zwembad van 50 m. De werken werden echter grondig verstoord door verschillende lekken waardoor de renovatie veel langer duurde dan gepland. Dit veroorzaakte veel kritiek bij de Genkse bevolking. Pas in november 2008 ging het zwembad terug open.
Begin december 2015, 40 jaar na de opening van het bestaande gebouw, opende er een nieuwe sportzaal en kreeg het sportpark de naam SportinGenk

## Dak
De reden waarom dit Isgours meest befaamde gebouw is, is zonder twijfel het dak. Dit is echter niet door Isgour zelf ontworpen, maar door de Brusselse professor en ingenieur André Paduart. Isgour had hem in 1966 aangenomen om toezicht op de betonstudie en de ruwbouw van het nieuw te bouwen overdekt zwemdok te houden. Het is dus wel Isgours verdienste dat hij Paduart, de Belgische autoriteit op het vlak van het ontwerp, de berekening en de uitvoering van schaalconstructies in beton wist te engageren voor het project.
Voor de dakstructuur werden vijf dunne schaaldaken in beton aaneengeschakeld. De schaaldaken werden geconcipieerd als hyperbolische paraboloïdes (hypars). Dankzij de geometrische en structurele eigenschappen van dit dubbel gekromde schaaldak werd het mogelijk om enorme ruimtes te overspannen zonder steunpunten. Het ontwerp lijkt relatief eenvoudig, maar is enorm moeilijk en vergt ongelofelijk ingewikkelde berekeningen. Het sportcentrum is dan ook uniek te noemen, omdat het een van de weinige gebouwen in België is met een schaaldakconstructie.
De vijf hyperbolische paraboloïdes van het Sportcentrum overspannen een zeshoekig grondvlak zonder tussensteunpunten. Vier hypars hebben de vorm van een parallellogram en de centrale hypar is een ruit. De krachten die optreden in de hypars worden via randbalken in beton overgedragen naar drie steunberen aan de buitenkant van het gebouw.
Een enorme balk in voorgespannen beton onder het gebouw zorgt voor het horizontale evenwicht van het geheel. Het dak overspant in de breedte 36 m en bijna 74 m in de lengte. Op het hoogste punt is het dak 11,20 m. De totale dakoppervlakte bedraagt ongeveer 2500 m². Het opstellen van de bekistingen en de stellingen, het storten van het beton en de volgorde waarin de schalen na verharding worden ontkist, vormde het voorwerp van een zeer minutieuze studie, zodat een zo homogeen mogelijke belasting zou ontstaan, zonder plaatselijk te ressorteren in (te) hoge spanningsconcentraties.

## Ontwerp
Het sportcentrum is een laat modernistisch gebouw, met strakke lijnen en veel beton zoals gebruikelijk in de decennia na de Tweede Wereldoorlog.

## Voorzieningen
Het sportcentrum voorziet in:
- Overdekt olympisch zwembad met wedstrijdtribune
- Waterglijbaan
- Grote binnenzaal met tribunes, geschikt voor zaalsporten
- Judozaal
- Voetbal en sportvelden
- Groot sportbos met onder meer een Finse piste, hindernissenparcours en een BMX-parcours
- Hoogtouwenparcours